# صموئيل إل. وارنر
صموئيل إل. وارنر (بالإنجليزية: Samuel L. Warner)‏ هو محامي وسياسي أمريكي، ولد في 14 يونيو 1828 في الولايات المتحدة، وتوفي في 6 فبراير 1893 في ميدلتاون في الولايات المتحدة. حزبياً، نشط في الحزب الجمهوري. وقد انتخب عضو مجلس نواب كونيتيكت وانتخب عضو مجلس النواب الأمريكي.